# Аероп II
Аероп II (дав.-гр. Αέροπος Β΄) — македонський цар, який правив в 399—394 до н. е..

## Життєпис
Походив з династії Бакхіадів-Лінкестидів. Син Аррабея II, царя Лінкестиди. Втім низка дослідників відносить його до династії Аргеадів, називаючи сином македонського царя Пердікки II. Проте відомо, що в останнього було 2 сини, з яких старший Архелай I вбив свого зведеного брата у віці 7 років. Того ймовірно також звали Аероп, тому виникла плутанина. Також з огляду на те, що Аероп II був родичем царя Ореста його відносять до прямих родичів Архелая I, батька Ореста. Проте ймовірніше Аероп II був вуйком Ореста, тобто родичем по матері.
Після смерті Архелая I 399 року до н. е. трон перейшов до його сина Ореста. Оскільки той був малим, то регентом став Аероп. Згідно Діодору Сицилійському, перші 3 роки Аероп II царював як опікун над малолітнім царем Орестом, але потім убив його і захопив владу в Македонії, прийнявши нове ім'я Архелай II. Відповідно до Плутарха спартанський цар Агесілай II хитрощами змусив дати його війську війльний прохід до азійських володінь Імперії Ахеменідів.
Після смерті Аеропа II внаслідок хвороби, влада перейшла до його сина Павсанія. Втім більш правдоподібною є версія, що спирається на інші свідчення, за яким Архелай II і Аероп II це різні особи. Перший найімовірніше був молодшим сином Архелая I. Аероп II, коли захопив владу, не наважився повністю відсторони династію Аргеадів, тому оголосив своїм співцарем малого Архелая II. Звідси згадка Діодора, що Архелай II панував 3 роки після Ореста, адже 2 роки Аероп II і Архелай II співцарювали. Останній 394 року до н. е. став одноосібним царем.